# Диллон, Теобальд, 7-й виконт Диллон
Теобальд Диллон, 7-й виконт Диллон из Костелло-Галлина (англ. Theobald Dillon, 7th Viscount Dillon of Costello-Gallin ; ? — 12 июля 1691) — ирландский пэр, политик и военный.

## Происхождение
Теобальд, вероятно, родился в Лохглине, обычном месте жительства его родителей. Сын Роберта Диллона и его жены Роуз Диллон. Его отец, капитан Роберт Диллон из Лохглина, был членом землевладельческого дворянства. Он был сыном и наследником сэра Лукаса Диллона из Лохглина (1579—1656), который был вторым сыном Теобальда Диллона, 1-го виконта Диллона. На момент рождения Теобальда Диллоны из Лохглина были младшей ветвью виконтов Диллона. Мать Теобальда была дочерью Джона Диллона из Стримстауна.

## Брак и дети
Теобальд Диллон женился на Мэри Толбот (? — 7 сентября 1691), дочери сэра Генри Тэлбота, зятя Ричарда Толбота, 1-го графа Тирконнелла. Теобальд и Мэри в основном жили в Килморе, графство Роскоммон.
У Теобальда и Марии было шестеро сыновей и две дочери:
- Роберт Диллон, умер раньше своего отца и умер неженатым[5]
- Генри Диллон, 8-й виконт Диллон (? — 13 января 1714), второй сын и преемник отца[6]
- Артур Диллон (1670 — 5 февраля 1733), стал генералом на французской службе[7][8]
- Кристофер Диллон, капитан полка Диллона, умер неженатым[9]
- Джеймс Диллон, в полку Диллона, умер неженатым[10]
- Лукас Диллон, в полку Диллона, умер неженатым[11]
- Джейн Диллон, вышла замуж за сэра Джона Берка, баронета Митфорда[12]
- Бриджит Диллон[13].

## Карьера
В 1680-х годах Теобальд Диллон был подполковником в полку гвардии Кланрикарда Ирландской армии.
В 1683 году Лукас Диллон, 6-й виконт Диллон, умер бездетным в Килфогни, графство Уэстмит, несмотря на то, что был женат дважды . Он был последним из старшей ветви, происходящей от Кристофера Диллона из Баллилагана. Теобальд, его троюродный брат, был следующим наследником мужского пола 1-го виконта. Теобальд унаследовал титул и поместье, став 7-м виконтом Диллоном.
В 1688 году лорд Диллон сформировал два пехотных полка для короля Якова II Стюарта, одним из которых командовал его старший сын Генри Диллон, а другим — его второй сын Артур Диллон. Оба сражались в Вильямитской войне в Ирландии, но второй, Артур Диллона, был отправлен во Францию с ирландской бригадой в апреле 1690 года в обмен на борьбу с французскими экспедиционными силами герцога де Лозёна.
Лорд Диллон был членом римско-католической церкви в Ирландской палате лордов Патриотического парламента 1689 года. 11 мая 1691 года он был лишен прав.

## Смерть и преемственность
Лорд Диллон пал в битве при Огриме 12 июля 1691 года. Его вдова была убита случайно взрывом бомбы во время осады Лимерика 7 сентября 1691 года. Поскольку он был лишен прав, его титул и его земли были конфискованы. Однако в 1694 году его сын Генри сумел добиться отмены лишения прав и унаследовал титул и земли.